# Рубцы (Калужская область)
Рубцы — деревня в Козельском районе Калужской области. Входит в состав сельского поселения «Село Волконское».
Расположена примерно в 3 км к северо-западу от села Волконское.

## Население
На 2010 год население составляло 5 человек.